# Toui à ailes jaunes
Brotogeris chiriri
Espèce
Statut de conservation UICN

 LC  : Préoccupation mineure
Statut CITES
Le Toui à ailes jaunes (Brotogeris chiriri) est une espèce d'oiseaux appartenant à la famille des Psittacidae.

## Description
Cette espèce ressemble beaucoup au Toui à ailes variées dont elle a été longtemps considérée comme une simple sous-espèce. Les principales différences consistent en un plumage vert plus foncé (notamment chez la sous-espèce type), des rémiges sombres et des barres ailaires entièrement jaunes d'où le nom spécifique. Elle mesure environ 22 cm de longueur pour une envergure de 38 cm et une masse de 60 g.

## Sous-espèces
Le Toui à ailes jaunes est représenté par deux sous-espèces :
- Brotogeris chiriri chiriri Vieillot, 1818 ;
- Brotogeris chiriri behni Neumann, 1931 au plumage plus clair.